# Mike Verstraeten
Michaël Johan Stefan „Mike“ Verstraeten (* 12. August 1967 in Mechelen) ist ein ehemaliger belgischer Fußballspieler.

## Karriere

### Verein
Verstraeten begann seine Karriere 1977 beim Amateurverein Olympia Haacht, von wo er 1982 in die Jugend des KV Mechelen wechselte. Dort rückte er 1984 in die erste Mannschaft auf. Da er dort kaum eingesetzt wurde, wechselte er 1989 zum VAV Beerschot. Dort wurde er in 30 von 34 Partien eingesetzt. Dennoch verließ er den Klub nach einer Saison.
Bei seiner nächsten Station Germinal Ekeren schaffte er den endgültigen Durchbruch. In der Zeit von 1990 bis 1999 bestritt er für diesen Verein 244 Spiele, in denen er 21 Tore erzielte, gewann 1997 den belgischen Pokal und avancierte zum Nationalspieler.
1999 verließ er Ekeren und verbrachte er zwei Spielzeiten beim RSC Anderlecht, bei dem er kaum noch zum Einsatz kam. Dort beendete Verstraeten 2001 seine Karriere als Fußballprofi.

### Nationalmannschaft
Verstraeten bestritt sechs Spiele für die belgische Nationalmannschaft, in denen er ohne Torerfolg blieb.
Bei der Fußball-Weltmeisterschaft 1998 in Frankreich wurde er in das belgische Aufgebot berufen. Dort stand er im Auftaktspiel der Vorrunde gegen die Niederlande in der Startelf. Im weiteren Turnierverlauf wurde er nicht mehr eingesetzt.

## Erfolge
- Belgischer Meister: 2000 und 2001
- Belgischer Fußballpokal: 1997
- Belgischer Supercup: 2000